# Estructuras de conexión
La Estructura de conexión hace referencia a la interconexión de las unidades funcionales de un ordenador mediante una determinada organización. Para la interconexión existen diferentes posibilidades. Cabe destacar dos variantes que se detallan a continuación.

## Interconexión con unbusespecifico para conexión procesador/memoria
La primera de ellas dispone de un bus específico de interconexión procesador/memoria, de forma que todo el tráfico de información entre periféricos y memoria obligatoriamente ha de hacerse a través del procesador.

## Interconexión mediante una estructura debusúnico
La segunda configuración es más sencilla que la anterior. Utiliza un único bus de forma que su estructura  es denominada unibus. Todas las unidades se conectan a este bus correspondientemente, cuyo nombre es bus del sistema. Dado que en un instante determinado solo se puede transmitir una única información a través del bus, solo una unidad (el procesador), puede tener el control del bus del sistema. La ventaja principal de esta estructura es su bajo coste y su flexibilidad para conectar periféricos. 
El esquema unibus  tiene a su vez el gran inconveniente de que, en toda transferencia a través del bus, el elemento más lento es precisamente el que impone la velocidad de transmisión. Para reducir los efectos entre las diferencias que surgen en las velocidades entre el procesador y los periféricos, cada uno de ellos contiene una memoria intermedia (buffer) que almacena la información durante la transferencia. El procesador puede cargar el buffer a alta velocidad, y el periférico a su ritmo realizar su tarea concreta como puede ser la de grabar, imprimir,… la información existente en el propio buffer. Otro tipo de soluciones a las diferencias entre velocidades son el uso de controladores de E/S (entrada/salida) y de controladores de acceso directo a memoria. 

Un controlador de E/S es un procesador, con un amplio buffer, especializado en controlar las operaciones de transferencia de datos entre los periféricos conectados a él y entre estos y el procesador. Estas operaciones de control en principio son tarea del procesador, de formas que los controladores de E/S descargan a este de las mismas: el procesador puede seguir trabajando con la memoria mientras los periféricos concluyen sus operaciones. No obstante, siempre es el procesador quien inicializa y cede el control al controlador, programándolo. Una vez que un controlador de E/S finaliza la operación encomendada por el procesador, envía a este una señal de interrupción indicando que está listo para realizar otra operación. Cada controlador de E/S monitoriza la actuación de distintos periféricos y su conexión con el bus del sistema suele denominarse canal de E/S o simplemente canal. En la imagen se puede apreciar un ejemplo de controladores de E/S: 
Esta estructura de bus único tiene como inconveniente el que una orden de transferencia de datos entre periféricos de dos canales distintos puede interferir con la captación de una instrucción de la memoria principal por partes del procesador. Para solventar ese problema normalmente se utiliza una estructura con dos buses.
Los controladores de E/S evitan que el procesador tenga que adaptarse entre operaciones individuales de E/S a la velocidad y ritmo que marca el periférico, sin embargo el propio procesador sigue siendo el responsable de esas operaciones. La mayoría de las operaciones de E/S se hacen entre la memoria y un periférico, y viceversa. La cuestión esta en que como el control del bus principal del sistema lo lleva el procesador y las instrucciones de E/S de los lenguajes máquina realizan estas operaciones entre el periférico y uno de los registros del procesador, en cada una de esas operaciones ha de intervenir el procesador.
- Datos: Q5849761